# Günter Baer
Günter Baer (* 19. Oktober 1923 in Freystadt in Schlesien; † 2012) war ein deutscher Offizier, zuletzt Brigadegeneral des Heeres der Bundeswehr.

## Leben
Baer trat 1942 in die Panzertruppe der Waffen-SS ein, in der er es 1944 zum SS-Untersturmführer brachte. Er nahm am Russlandfeldzug als Panzerkommandant, Zugführer, Abteilungsadjutant und Kompanieführer teil. Nach Kriegsgefangenschaft war er in der Möbelindustrie tätig. Ab 1949 war er in der Zollverwaltung als Zollgrenzassistent und ab 1951 als Offizier im Bundesgrenzschutz tätig. Am 1. Juli 1956 wurde er als Hauptmann in die Bundeswehr übernommen. Es folgten Verwendungen als Kompaniechef einer Panzerkompanie, Kompaniechef einer Stabs- und Versorgungskompanie und als S4-Offizier, als stellvertretender Bataillonskommandeur und S3-Stabsoffizier, als Taktiklehrer, als Bataillonskommandeur des Panzerbataillons 244, als Hörsaalleiter und Inspektionschef an der Kampftruppenschule II in Munster, als stellvertretender Brigadekommandeur der Panzerlehrbrigade 9 in Munster und als Regimentskommandeur des Panzerregiments 200. Von Oktober 1974 bis März 1978 war er Brigadekommandeur der Panzerbrigade 28 in Dornstadt und anschließend stellvertretender Kommandeur der Kampftruppenschule II in Munster. Am 1. April 1981 wurde er zum Brigadegeneral ernannt. Ab April 1981 bis zu seiner Versetzung in den Ruhestand mit Ablauf des März 1984 war er stellvertretender Divisionskommandeur der 1. Panzerdivision in Hannover. Er starb 2012.